# Carrizal
Carrizal é uma cidade da Venezuela localizada no estado de Miranda. Carrizal é a capital do município de Carrizal.